# Partia antysystemowa
Partia antysystemowa – partia polityczna podważająca legitymację lokalnego systemu politycznego za pomocą ideologii obcej dla tego systemu, nie podzielającej jego wartości. Głównym celem działania partii antysystemowej nie jest zmiana rządu, czy reguł gry wyborczej, ale modyfikacja całego systemu politycznego, w związku z czym jest to organizacja o trwałej, intensywnej antypostawie wobec systemu, a nie tylko wobec wybranych jego części lub uczestników. 

## Nazwa
Twórcą teorii partii antysystemowych był włoski politolog, Giovanni Sartori, choć holenderski naukowiec, Hans Daalder wskazywał, że pojęcie to było znane już wcześniej, w latach 60. XX wieku, wśród badaczy związanych z projektem Roberta Dahla, w ramach którego badano zasady działania opozycji politycznej. Wprowadzenie pojęcia do szerszego obiegu i jego popularyzacja były natomiast bezsprzeczną zasługą Sartoriego. Partia antysystemowa pojawiła się w jego typologii systemów partyjnych, zawartej w książce Parties and Party Systems. Framework for Analysis z 1976. Stawiał opozycję antysystemową na pierwszej pozycji w wyliczaniu oznak spolaryzowanego pluralizmu. 

## Definicja
Według Sartoriego definicja partii antysystemowej może być szersza lub węższa, a elementem różnicującym jest stopień zaawansowania ewolucji antypostawy danej partii. W rozumieniu szerszym negacja systemu obejmuje szeroki wachlarz postaw – poczucie obcości, odrzucanie różnorakich elementów, czy protest. W węższym ujęciu bierze się pod uwagę jedynie zmienną ideologiczną – obcość wyznawanego systemu ideologicznego w stosunku do tego, w którym się działa. Celem jest w tym kontekście całkowita zmiana systemu politycznego na inny z użyciem obcej ideologii. Wspólną cechą partii antysystemowych jest delegitymizujący wpływ na system, z którym walczą i podkopywanie jego fundamentów. Partia antysystemowa może być partią rewolucyjną. Może działać wewnątrz systemu i spoza niego. Sartori wyróżnił trzy rodzaje partii antysystemowych: 
- ekstremistyczne – aktywne i retorycznie rewolucyjne,
- ekstremalne czyli skrajne – ulokowane na peryferiach osi politycznej,
- izolowane – odrzucane przez opinię publiczną[1].

Definicja Sartoriego jest z naukowego punktu widzenia postrzegana przez niektórych naukowców, jako problematyczna lub zbyt szeroka. Michael Keren, ekonomista z Uniwersytetu w Calgary nie zgadza się na przykład ze składaniem partii faszystowskich, populistycznych i radykalnych w jedną gromadę. Prof. Maxmilián Strmiska z Uniwersytetu Masaryka wskazuje, że nieokreślone granice między "prosystemową", a "antysystemową" działalnością polityczną mają swój głębszy aspekt związany z samą istotą nowoczesnej demokracji pluralistycznej. Trudno w niej stwierdzić, kto zachowuje się antysystemowo, skoro brakuje odpowiedzi na opytanie o to, czym jest prosystemowość. Włoski politolog, Giovanni Capoccia stworzył własną definicję antysystemowości, dzieląc ją na antysystemowość sytuacyjną i ideologiczną. Ta pierwsza polega na tworzeniu partii o znikomej zdolności koalicyjnej, bardzo odległych ideologicznie od wszelkich innych organizacji partyjnych w danym systemie i stosujących populistyczną oraz delegitymizującą taktykę wyborczą. Antysystemowość ideologiczna to według Capoccii stosunek do systemu demokratycznego, jako całości. Partia antysystemowa w tym rozumieniu to de facto partia antydemokratyczna. Capoccia różnicuje antysystemowość (zmienną) i partię antysystemową (byt).

## Alternatywne nazwy
Andreas Schedler z Uniwersytetu Środkowoeuropejskiego wprowadził dodatkowe pojęcie partii antyestablishmentowej (ang. anti-political-establishment party), będącej czymś więcej niż normalną opozycją, ale jednocześnie czymś mniej niż opozycją fundamentalną. Do partii antysystemowych zaliczać można partie skrajne ideologiczne lub antyimigracyjne. Określeniem konkurencyjnym może być partia ekstremalna, czy partia protestu.  